# شیخ‌سعدی (آماسیه)
شیخ‌سعدی (به ترکی استانبولی: Şeyhsadi) یک منطقهٔ مسکونی در ترکیه است که در آماسیه واقع شده‌است.